# Municipio de Prairie (Dakota del Sur)
El municipio de Prairie (en inglés: Prairie Township) es un municipio ubicado en el condado de Union en el estado estadounidense de Dakota del Sur. En el año 2010 tenía una población de 240 habitantes y una densidad poblacional de 2,67 personas por km².

## Geografía
El municipio de Prairie se encuentra ubicado en las coordenadas 43°2′5″N 96°44′7″O / 43.03472, -96.73528. Según la Oficina del Censo de los Estados Unidos, el municipio tiene una superficie total de 89.81 km², de la cual 89,78 km² corresponden a tierra firme y (0,03 %) 0,03 km² es agua.

## Demografía
Según el censo de 2010, había 240 personas residiendo en el municipio de Prairie. La densidad de población era de 2,67 hab./km². De los 240 habitantes, el municipio de Prairie estaba compuesto por el 94,58 % blancos, el 0,42 % eran amerindios, el 0,83 % eran asiáticos, el 2,92 % eran de otras razas y el 1,25 % eran de una mezcla de razas. Del total de la población el 4,17 % eran hispanos o latinos de cualquier raza.